# Supersport-VM 2017
Supersport-VM 2017 arrangeras av Internationella motorcykelförbundet. Världsmästerskapet avgörs över 12 omgångar. Säsongen inleddes den 25 februari i Australien och avslutades den 4 november i Qatar. Supersport körs vid samma tävlingshelger som Superbike utom i USA då Supersport inte deltar.
Världsmästare 2017 blev fransmannen Lucas Mahias som körde en Yamaha.

## Tävlingskalender och heatsegrare
Jämfört med 2016 har deltävlingen i Portugal tillkommit och den i Malaysia har tagits bort från tävlingskalendern som innehåller 12 deltävlingar..
| Datum   | Bana           | Vinnare             | Märke     |
| ------- | -------------- | ------------------- | --------- |
| 26/2    | Phillip Island | Roberto Rolfo       | MV Agusta |
| 12/3    | Chang          | Federico Caricasulo | Yamaha    |
| 2/4     | Aragón         | Lucas Mahias        | Yamaha    |
| 29-30/4 | Assen          | Kenan Sofuoğlu      | Kawasaki  |
| 14/5    | Imola          | Kenan Sofuoğlu      | Kawasaki  |
| 28/5    | Donington      | Kenan Sofuoğlu      | Kawasaki  |
| 18/6    | Misano         | Kenan Sofuoğlu      | Kawasaki  |
| 20/8    | Lausitzring    | Sheridan Morais     | Yamaha    |
| 18/9    | Algarve        | Kenan Sofuoğlu      | Kawasaki  |
| 1/10    | Magny-Cours    | Niki Tuuli          | Yamaha    |
| 22/10   | Jerez          | Federico Caricasulo | Yamaha    |
| 4/11    | Losail         | Lucas Mahias        | Yamaha    |

## Mästerskapsställning
Slutställning efter  12 deltävlingar:
1. Lucas Mahias, 190 p. Klar världsmästare efter sista deltävlingen.
2. Kenan Sofuoğlu, 161 p.
3. Jules Cluzel, 155 p.
4. Sheridan Morais, 141 p.
5. Federico Caricasulo, 118 p.
6. Patrick Jacobsen, 108 p.
7. Niki Tuuli, 82 p.
8. Anthony West, 73 p.
9. Kyle Smith, 57 p.
10. Luke Stapelford, 55 p.
11. Christian Gamarino, 50 p.
12. Roberto Rolfo, 43 p.
13. Kyle Ryde, 43 p.
14. Michael Canducci, 42 p.
15. Hikari Okubo, 42 p.

## Startlista
| Nr  | Förare                | Team                            | Motorcykel          | Klass |
| --- | --------------------- | ------------------------------- | ------------------- | ----- |
| 1   | Kenan Sofuoğlu        | Kawasaki Puccetti Racing        | Kawasaki ZX-6R      |       |
| 4   | Gino Rea              | Kawasaki Go Eleven              | Kawasaki ZX-6R      |       |
| 7   | Davide Pizzoli        | Race Department ATK#25          | MV Agusta F3 675    |       |
| 9   | Connor London         | RSV Phoenix Suzuki              | Suzuki GSX-R600     | ESS   |
| 10  | Nacho Calero          | Orelac Racing VerdNatura        | Kawasaki ZX-6R      |       |
| 11  | Christian Gamarino    | BARDHAL EVAN BROS. Honda Racing | Honda CBR600RR      |       |
| 13  | Anthony West          | West Racing                     | Yamaha YZF R6       |       |
| 16  | Jules Cluzel          | CIA Landlord Insurance Honda    | Honda CBR600RR      |       |
| 22  | Matt Edwards          | Euro Twins Brisbane             | Triumph Daytona 675 |       |
| 24  | Decha Kraisart        | Yamaha Thailand Racing Team     | Yamaha YZF R6       |       |
| 25  | Alex Baldolini        | Race Department ATK#25          | MV Agusta F3 675    |       |
| 26  | Kazuki Watanabe       | Kawasaki Go Eleven              | Kawasaki ZX-6R      |       |
| 32  | Sheridan Morais       | Kallio Racing                   | Yamaha YZF R6       |       |
| 35  | Stefan Hill           | Profile Racing                  | Triumph Daytona 675 |       |
| 38  | Hannes Soomer         | WILSport Racedays               | Honda CBR600RR      | ESS   |
| 39  | Chalermpol Polamai    | Yamaha Thailand Racing Team     | Yamaha YZF R6       |       |
| 41  | Aiden Wagner          | GEMAR Team Lorini               | Honda CBR600RR      |       |
| 44  | Roberto Rolfo         | Factory Vamag                   | MV Agusta F3 675    |       |
| 47  | Rob Hartog            | Hartog-Jenik-Against Cancer     | Kawasaki ZX-6R      | ESS   |
| 61  | Alessandro Zaccone    | MV Agusta Reparto Corse         | MV Agusta F3 675    | ESS   |
| 63  | Zulfahmi Khairuddin   | Orelac Racing VerdNatura        | Kawasaki ZX-6R      |       |
| 64  | Federico Caricasulo   | GRT Yamaha                      | Yamaha YZF R6       |       |
| 65  | Michael Canducci      | Puccetti Racing Junior Team FMI | Kawasaki ZX-6R      |       |
| 66  | Niki Tuuli            | Kallio Racing                   | Yamaha YZF R6       |       |
| 70  | Robin Mulhauser       | CIA Landlord Insurance Honda    | Honda CBR600RR      |       |
| 73  | Jacopo Cretaro        | RSV Phoenix Suzuki              | Suzuki GSX-R600     | ESS   |
| 74  | Jaimie van Sikkelerus | MVR Racing                      | Yamaha YZF R6       | ESS   |
| 77  | Kyle Ryde             | Kawasaki Puccetti Racing        | Kawasaki ZX-6R      |       |
| 78  | Hikari Okubo          | CIA Landlord Insurance Honda    | Honda CBR600RR      |       |
| 81  | Luke Stapleford       | Profile Racing                  | Triumph Daytona 675 |       |
| 83  | Lachlan Epis          | Response RE Racing              | Kawasaki ZX-6R      |       |
| 92  | Hiromichi Kunikawa    | CIA Landlord Insurance Honda    | Honda CBR600RR      | ESS   |
| 99  | Patrick Jacobsen      | MV Agusta Reparto Corse         | MV Agusta F3 675    |       |
| 100 | Thitipong Warokorn    | Kawasaki Puccetti Racing        | Kawasaki ZX-6R      |       |
| 111 | Kyle Smith            | GEMAR Team Lorini               | Honda CBR600RR      |       |
| 144 | Lucas Mahias          | GRT Yamaha                      | Yamaha YZF R6       |       |

| Förklaring                              |
| --------------------------------------- |
| Wild card                               |
| Ersättningsförare                       |
| ESS=Europeiska Supersport- mästerskapet |